# (7417) 1990 YE
1990 واي إي (ويعرف أيضًا باسم (7417) 1990 واي إي وفق تسمية الكوكب الصغير) (بالإنجليزية: 1990 YE)‏ هو كويكب ضمن حزام الكويكبات؛ وترتيبه 7417 من حيث الاكتشاف.
اكتُشف هذا الجُرم الفلكي بواسطة هيروشي موري في 19 ديسمبر 1990.

## وصلات خارجية
- (7417) 1990 YE في قاعدة بيانات مختبر الدفع النفاث لأجرام النظام الشمسي الصغيرة

- الاكتشاف · مخطط المدار ·  العناصر المدارية · المعلمات المادية

- (7417) 1990 YE على موقع ويكي سكاي: DSS2, SDSS, GALEX, IRAS, Hydrogen α, X-Ray, Astrophoto, Sky Map, Articles and images